# Tag des weißen Stockes

Internationales Logo für Blindheit oder Sehbehinderung (nach Art des BSVÖ)

Als Tag des weißen Stockes nutzen weltweit Blindenverbände den 15. Oktober, um auf ein essentielles Schutzzeichen für blinde und sehbehinderte Menschen aufmerksam zu machen, nämlich auf den „Weißen Langstock“.
Auf die Idee, blinde Menschen mit einem weißen Stock als Schutz- und Erkennungszeichen zu versehen, kam man um 1930 in Paris. Schöpferin war Guilly d’Herbemont, die am 7. Februar 1931 in Anwesenheit mehrerer Minister und Vertreter von Blindenorganisationen die ersten weißen Stöcke überreichte. Der weiße Stock wurde dann offiziell als Schutz und Erkennungszeichen blinder Menschen anerkannt.
Am 15. Oktober 1964 übergab US-Präsident Lyndon B. Johnson während eines Empfanges in einem symbolischen Akt Langstöcke an blinde bzw. sehbehinderte Menschen, um sie populär zu machen. Dieser Tag gilt seither als Startschuss des systematischen Orientierungs- und Mobilitätstrainings mit dem Weißen Blindenlangstock. Training und Langstock waren von Richard Edwin Hoover entwickelt und standardisiert worden, weswegen der Stock anfangs Hoover-Cane genannt wurde.
Im Jahr 1969 riefen die Vereinten Nationen den „Internationalen Tag des Weißen Stockes“ ins Leben, der jeweils am 15. Oktober begangen wird. In den darauf folgenden Jahren erlebte der weiße Stock eine ungeahnte Verbreitung. Mit dem Langstock und einem entsprechenden Mobilitätstraining konnten nun vermehrt blinde und sehbehinderte Menschen die große Herausforderung, allein im Straßenverkehr unterwegs zu sein, in Angriff nehmen.